# 187514 Tainan
187514 Tainan è un asteroide della fascia principale. Scoperto nel 2006, presenta un'orbita caratterizzata da un semiasse maggiore pari a 2,6904505 UA e da un'eccentricità di 0,2175494, inclinata di 14,42813° rispetto all'eclittica.